# Mariano Stabile
Mariano Stabile (ur. 12 maja 1888 w Palermo, zm. 11 stycznia 1968 w Mediolanie) – włoski śpiewak operowy, baryton.

## Życiorys
Kształcił się w Akademii Muzycznej św. Cecylii w Rzymie u Antonio Cotogniego. Zadebiutował jako śpiewak w 1909 roku w rodzinnym Palermo, wykonując rolę Amonasra w Aidzie. Przez pierwsze lata występował na prowincjonalnych scenach włoskich, nie odnosząc sukcesów. Przełomem w jego karierze był 1921 rok, kiedy to Arturo Toscanini zaangażował go do tytułowej roli w Falstaffie Verdiego na deskach mediolańskiej La Scali. Rola ta stała się później jego rolą popisową, wcielił się w nią przeszło 1000 razy. Gościnnie występował w Covent Garden Theatre w Londynie (1926–1931 i 1946–1949), na festiwalu w Salzburgu (1935–1939) i na festiwalu operowym w Glyndebourne (1936–1939). Oprócz roli Falstaffa wcielał się też w Figara w Weselu Figara i Cyruliku sewilskim, Scarpię w Tosce, Jagona w Otellu, Don Giovanniego w Don Giovannim, Don Alfonsa w Così fan tutte, Malatestę w Don Pasquale, Rigoletta w Rigoletcie.
Jego żoną była śpiewaczka operowa Gemma Bosini.